# Lanark (Illinois)
Lanark è un comune (city) degli Stati Uniti d'America nella Contea di Carroll nello Stato dell'Illinois.

## Geografia fisica
Lanark secondo lo United States Census Bureau ha una superficie di 2,7 km².

## Società

### Evoluzione demografica
La popolazione è di 1.584 abitanti secondo l'ultimo censimento del 2000; popolazione è stimata in calo a 1.480 abitanti nel 2006.
Sempre secondo il censimento del 2000 erano presenti 664 abitazioni e 441 famiglie con una densità di 588 ab/km² . La popolazione è per il 97% bianca. 
Il PIL pro capite della città è di 17.518 $ .